# Svenska Smålandsstövareföreningen
Svenska Smålandsstövareföreningen är en svensk ideell förening, vilken fungerar som en rasklubb för hundrasen smålandsstövare.

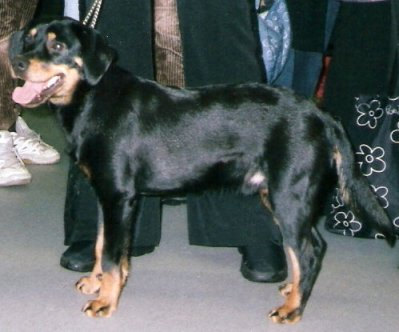
Smålandsstövare

## Historia
Några i stövarsammanhang ledande personer beslöt i upprop att sammankalla smålandsstövareägarna till en "generalmönstring av smålandsstövare" i Värnamos Folkets hus 1968. Då tillsattes en interimsstyrelse för bildade av Föreningen Smålandsstövaren, vilken efter utfärdande av stadgar fastställdes bildad året därpå i Värnamo den 19 april 1969. Föreningen har senare bytt namn till Svenska Smålandsstövareföreningen, (SSF).

## Svenska Smålandsstövareföreningens syfte
Svenska Smålandsstövareföreningens verkar för att främja aveln av smålandsstövare, såväl jaktligt som exteriört, samt även i övrigt tillvarata denna hundaras intressen. Föreningen fungerar som en rasklubb i Sverige för Smålandsstövare, i samarbete med Svenska stövarklubben och Svenska Kennelklubben.

## Svenska Smålansstövareföreningens verksamhet
För att främja avelsarbetet och ge underlag för avelsrekommendationer anordnar Svenska Smålandsstövareföreningen jaktprov och utställningar. Föreningen har även varit aktiv i samhällsdebatten då det gällt frågor som är av betydelse för jakt med stövare.

## Avelsråd
Avelsråd är benämningen på en person vilken anförtrotts uppdraget att ge råd rörande aveln. Svenska Smålandsstövarföreningen har avelsråd för smålandsstövare. 

## Organisation
Föreningen har följande lokalavdelningar: Stockholm, Uppsala län. Södermanlands län, Östergötlands län, Jönköpings län, Kronobergs län, Kalmar län, Gotland, Blekinge län, Skåne, Hallands län, Västra Götaland, Värmlands län, Örebro län, Västmanlands län, Dalarnas län, Gävleborgs län, Västernorrlands län, Jämtlands län, Västerbottens län, Norrbottens län, Norge, Åland, Finland.